# Hipsiprimnodòntids
Els hipsiprimnodòntids són una família de macròpodes. Inclou tres gèneres extints i un de vivent, també amb una única espècie vivent, el cangur rata mesquer. Aquesta espècie viu al nord d'Austràlia i a Nova Guinea. Durant el Plistocè, espècies del gènere Ekaltadeta formaren part de la megafauna d'Austràlia.